# 이스라엘 탈
이스라엘 탈(히브리어: ישראל טל, 영어: Israel Tal, 1924년 9월 13일 ~ 2010년 9월 8일)은 탈리크(히브리어: טליק, 영어: Talik)로도 알려져 있으며 기갑에 대한 지식과 이스라엘의 메르카바 전차 개발을 주도한 것으로 유명한 이스라엘 방위군(IDF) 장군이었다.

## 생애
탈은 팔레스타인 위임통치령 마하나임에서 태어났다. 그의 외가 쪽에서 그는 1777년에 제파트와 티베리아스로 이주한 하시디파 유대인의 후손이었다. 그는 5살 때부터 제파트에서 살았고 1929년 팔레스타인 봉기를 겪었다. 나중에 그는 모샤브 비어투비아에서 살았다.
탈은 17세에 영국 육군의 유대인 여단에서 군 복무를 시작하여 제2차 세계 대전 동안 북아프리카와 이탈리아에서 기관총잡이로 복무했다. 1946년 유대인 여단이 해체된 후, 그는 하가나에 입대했다. 그는 1948년 팔레스타인 전쟁 동안 보병 중위로, 1956년 제2차 중동 전쟁 동안 여단장으로, 제3차 중동 전쟁 동안 시나이반도의 장갑 사단장으로, 그리고 욤키푸르 전쟁의 마지막 단계 동안 남부 전선의 지휘관으로 복무했다.

### 사망
2010년 9월 8일, 탈은 레호보트에서 85세 나이로 사망했다.

## 군사 경력
1970년 이스라엘 정부는 정치적 이유로 해외 판매가 불투명해 독자적인 탱크 조립 능력이 필요하다고 판단했다. 탈은 이스라엘의 전장 특성과 이전 전쟁에서 얻은 교훈을 고려한 개발팀을 이끌고 이스라엘의 메르카바 탱크 개발과 조립을 시작했다.

## 기갑 교리
탈 장군은 제3차 중동 전쟁의 시나이 기습 공격에서 이스라엘의 성공을 이끈 이스라엘 기갑 교리의 창시자였다. 1964년, 탈 장군은 이스라엘 기갑 군단을 인수하여 높은 기동성과 끊임없는 공격을 특징으로 하는 이스라엘 방위군의 주요 요소로 조직했다. 그는 모든 이스라엘 포병들이 1.5km 이상의 목표물을 타격하도록 재 훈련시켰다.